# York (Arizona)
York – jednostka osadnicza w Stanach Zjednoczonych, w stanie Arizona, w hrabstwie Greenlee.